# Dichelus pallidipennis
Dichelus pallidipennis är en skalbaggsart som beskrevs av Blanchard 1850. Dichelus pallidipennis ingår i släktet Dichelus och familjen Melolonthidae. Inga underarter finns listade i Catalogue of Life.